# Чемпионат мира по трековым велогонкам 2019
Чемпионат мира по трековому велоспорту 2019 года прошёл с 27 февраля по 3 марта в Прушкове (Польша) на велотреке BGZ Arena под эгидой UCI. Было разыграно 20 комплектов медалей — по 10 среди мужчин и женщин.

## Медалисты
Выделены дисциплины, которые не входят в программу Олимпийских игр

### Мужчины
| Вид                                | Золото                                                                                      | Серебро                                                                            | Бронза                                                                                              |
| ---------------------------------- | ------------------------------------------------------------------------------------------- | ---------------------------------------------------------------------------------- | --------------------------------------------------------------------------------------------------- |
| Спринт                             | Харри Лаврейсен · Нидерланды                                                                | Джеффри Хугланд · Нидерланды                                                       | Матеуш Рудык · Польша                                                                               |
| Гит 1 км                           | Кантен Лафарг · Франция                                                                     | Тео Бос · Нидерланды                                                               | Микаэль Д’Альмейда · Франция                                                                        |
| Индивидуальная гонка преследования | Филиппо Ганна · Италия                                                                      | Доминик Вайнштайн · Германия                                                       | Давиде Плебани · Италия                                                                             |
| Командная гонка преследования      | Австралия · Сэм Уэлсфорд · Келланд О’Брайен · Ли Ховард · Александер Портер · Кэмерон Скотт | Великобритания · Итан Хейтер · Эд Клэнси · Киан Эмади · Чарли Тэнфилд · Оливер Вуд | Дания · Никлас Ларсен · Лассе Норман Хансен · Расмус Педерсен · Каспер фон Фольсах · Юлиус Йохансен |
| Командный спринт                   | Нидерланды · Рой ван ден Берг · Харри Лаврейсен · Маттейс Бюхли · Джеффри Хугланд           | Франция · Грегори Боже · Себастьен Вижье · Микаэль Д’Альмейда · Кантен Лафарг      | Россия · Денис Дмитриев · Александр Шарапов · Павел Якушевский                                      |
| Кейрин                             | Маттейс Бюхли · Нидерланды                                                                  | Юдаи Нитта · Япония                                                                | Штефан Бёттихер · Германия                                                                          |
| Скрэтч                             | Сэм Уэлсфорд · Австралия                                                                    | Рой Эфтинг · Нидерланды                                                            | Томас Секстон · Новая Зеландия                                                                      |
| Гонка по очкам                     | Ян-Виллем ван Схип · Нидерланды                                                             | Себастьян Мора · Испания                                                           | Марк Дауни · Ирландия                                                                               |
| Мэдисон                            | Германия · Роджер Клюге · Тео Райнхардт                                                     | Дания · Лассе Норман Хансен · Каспер фон Фольсах                                   | Бельгия · Кенни де Кетеле · Робби Гис                                                               |
| Омниум                             | Кэмпбелл Стюарт · Новая Зеландия                                                            | Бенжамен Тома · Франция                                                            | Итан Хейтер · Великобритания                                                                        |

### Женщины
| Вид                                | Золото                                                                                          | Серебро                                                                      | Бронза                                                                                              |
| ---------------------------------- | ----------------------------------------------------------------------------------------------- | ---------------------------------------------------------------------------- | --------------------------------------------------------------------------------------------------- |
| Спринт                             | Лэй Вайси · Гонконг                                                                             | Стефани Мортон · Австралия                                                   | Матильда Грос · Франция                                                                             |
| Гит 500 м                          | Дарья Шмелёва · Россия                                                                          | Елена Старикова · Украина                                                    | Каарли Маккалох · Австралия                                                                         |
| Индивидуальная гонка преследования | Эшли Анкудинофф · Австралия                                                                     | Лиза Бреннауэр · Германия                                                    | Лиза Кляйн · Германия                                                                               |
| Командная гонка преследования      | Австралия · Аннетт Эдмондсон · Эшли Анкудинофф · Джорджия Бейкер · Эми Кьюре · Александра Мэнли | Великобритания · Лора Кенни · Кэти Арчибальд · Элинор Баркер · Элли Дикинсон | Новая Зеландия · Кирсти Джеймс · Холли Эдмондстон · Бриони Бота · Микаэла Драммонд · Рашли Бьюкенен |
| Командный спринт                   | Австралия · Каарли Маккалох · Стефани Мортон                                                    | Россия · Дарья Шмелёва · Анастасия Войнова                                   | Германия · Мириам Вельте · Эмма Хинце                                                               |
| Кейрин                             | Лэй Вайси · Гонконг                                                                             | Каарли Маккалох · Австралия                                                  | Дарья Шмелёва · Россия                                                                              |
| Скрэтч                             | Элинор Баркер · Великобритания                                                                  | Кирстен Вилд · Нидерланды                                                    | Йолин Д’Хоре · Бельгия                                                                              |
| Гонка по очкам                     | Александра Мэнли · Австралия                                                                    | Лидия Бойлен · Ирландия                                                      | Кирстен Вилд · Нидерланды                                                                           |
| Мэдисон                            | Нидерланды · Кирстен Вилд · Эми Питерс                                                          | Австралия · Джорджия Бейкер · Эми Кьюре                                      | Дания · Амалия Дидериксен · Джулия Лет                                                              |
| Омниум                             | Кирстен Вилд · Нидерланды                                                                       | Летиция Патерностер · Италия                                                 | Дженнифер Валенти · США                                                                             |

## Общий медальный зачёт
| Место | Страна         | Золото | Серебро | Бронза | Всего |
| ----- | -------------- | ------ | ------- | ------ | ----- |
| 1     | Нидерланды     | 6      | 4       | 1      | 11    |
| 2     | Австралия      | 6      | 3       | 1      | 10    |
| 3     | Гонконг        | 2      | 0       | 0      | 2     |
| 4     | Германия       | 1      | 2       | 3      | 6     |
| 5     | Франция        | 1      | 2       | 2      | 5     |
| 6     | Великобритания | 1      | 2       | 1      | 4     |
| 7     | Россия         | 1      | 1       | 2      | 4     |
| 8     | Италия         | 1      | 1       | 1      | 3     |
| 9     | Новая Зеландия | 1      | 0       | 2      | 3     |
| 10    | Дания          | 0      | 1       | 2      | 3     |
| 11    | Ирландия       | 0      | 1       | 1      | 2     |
| 12    | Япония         | 0      | 1       | 0      | 1     |
|       | Испания        | 0      | 1       | 0      | 1     |
|       | Украина        | 0      | 1       | 0      | 1     |
| 15    | Бельгия        | 0      | 0       | 2      | 2     |
| 16    | Польша         | 0      | 0       | 1      | 1     |
|       | США            | 0      | 0       | 1      | 1     |
| Всего |                | 20     | 20      | 20     | 60    |